# Liptovská Teplička
Liptovská Teplička (Hongaars: Teplicska, Duits: Zeplitschke) is een Slowaakse gemeente in de regio Prešov, en maakt deel uit van het district Poprad.
Liptovská Teplička telt 2.373 inwoners.

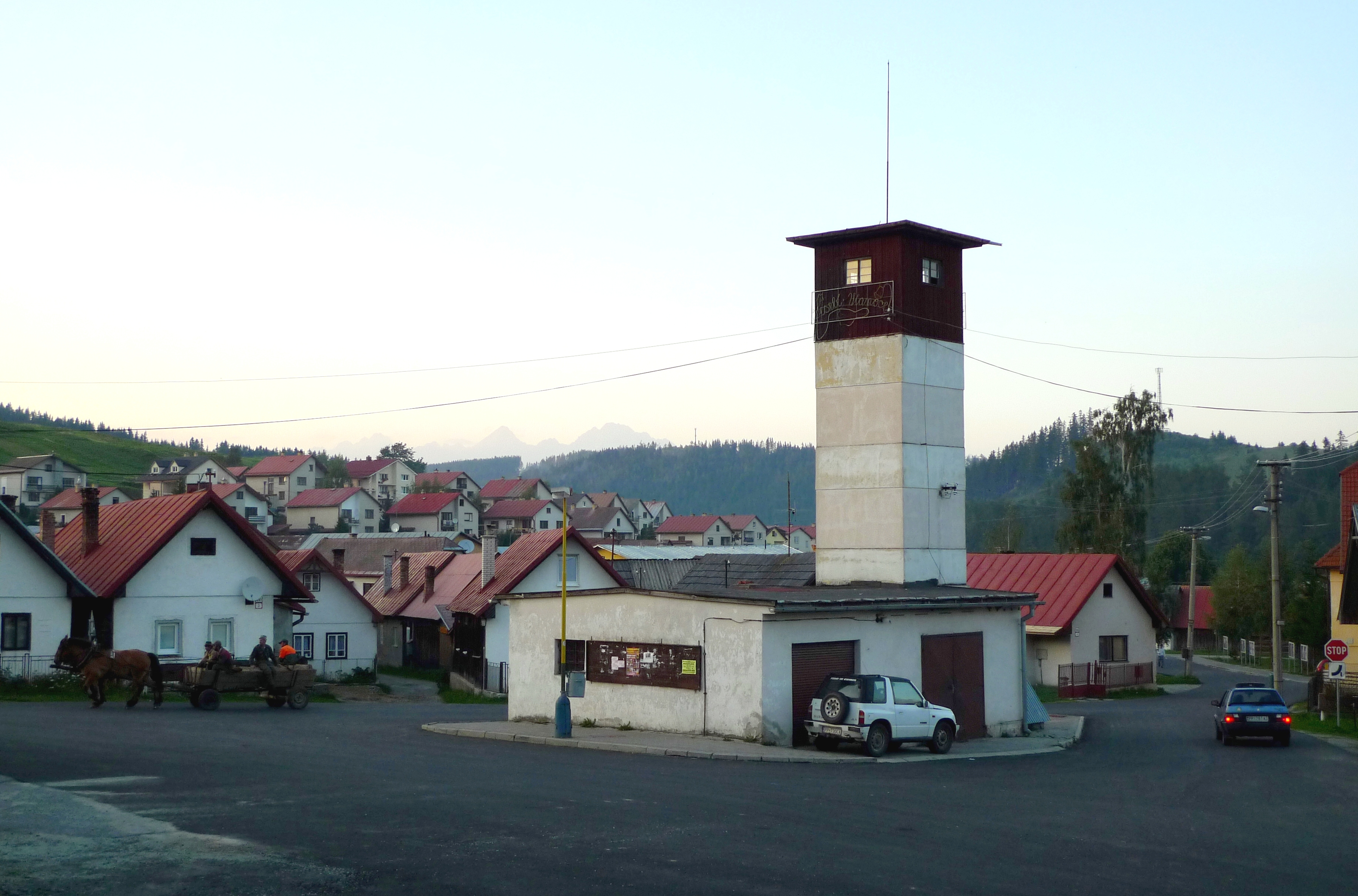
Liptovská Teplička
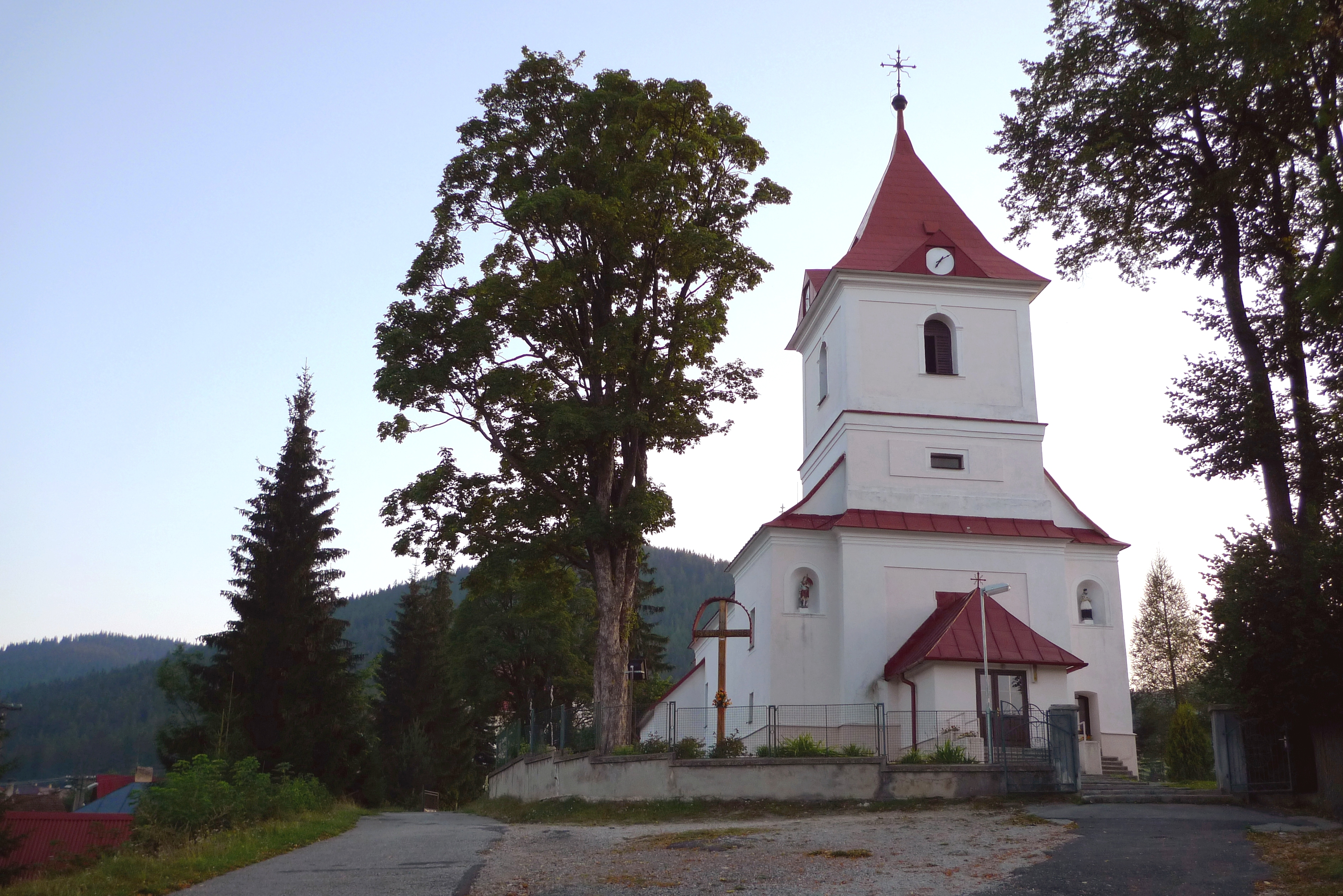
Kerk van Liptovská Teplička